# روز کارگر (آمریکا)

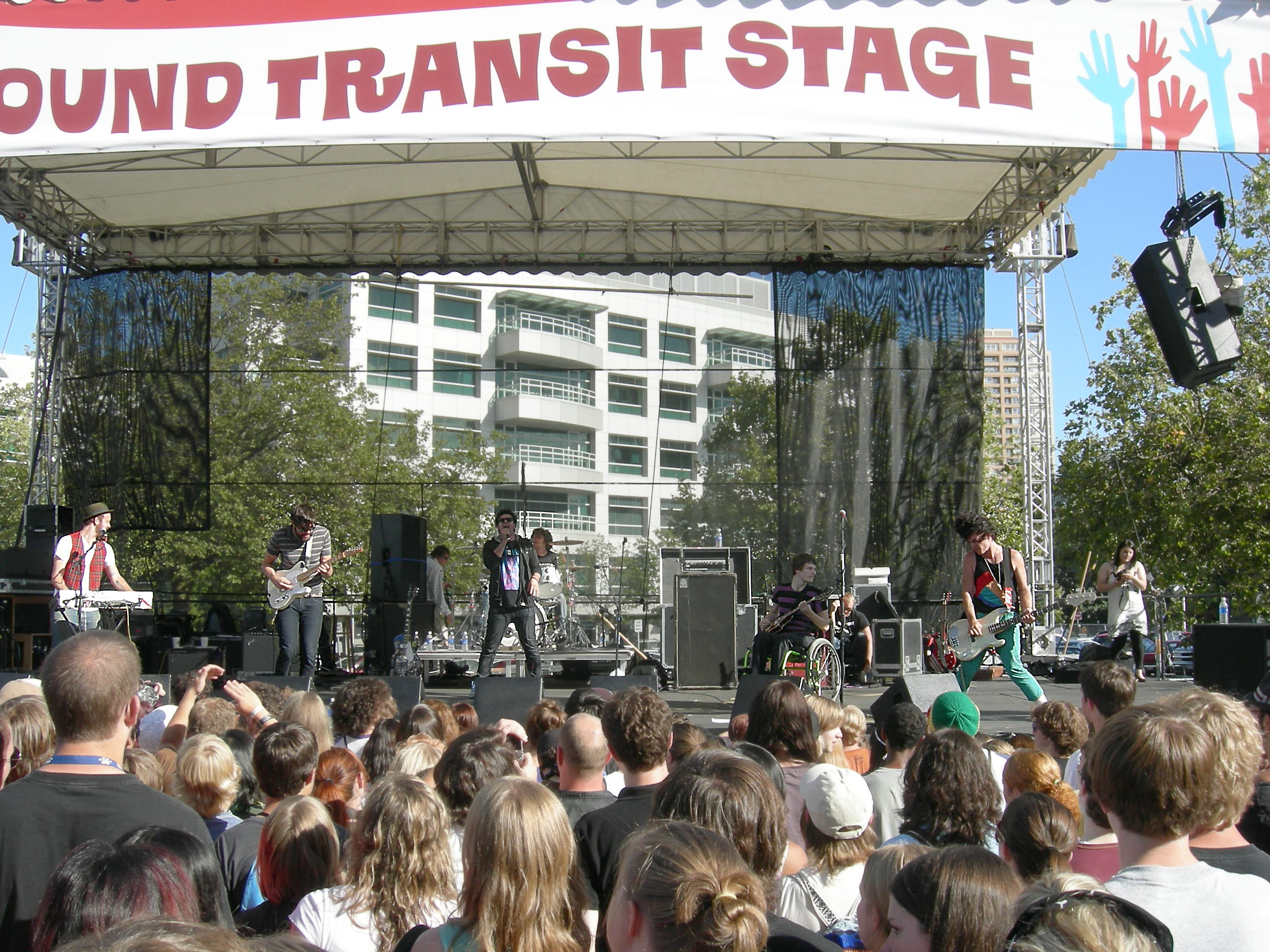
یک کنسرت در جشن روز کارگر در شهر سیتل آمریکا

روز کارگر (به انگلیسی: Labor Day) نام یکی از تعطیلات رسمی در ایالات متحده آمریکا است.
این روز اولین دوشنبه ماه سپتامبر است.
اولین روز کارگر در ایالات متحده در روز سه شنبه ۵ سپتامبر ۱۸۸۲ در شهر نیویورک برگزار شد.